# Nigma hortensis
Nigma hortensis là một loài nhện trong họ Dictynidae.
Loài này thuộc chi Nigma. Nigma hortensis được Eugène Simon miêu tả năm 1870.